# Procés de combustió del neó
El  procés de combustió del neó  és un conjunt de reaccions de fusió nuclear que tenen lloc a estels massius (de com a mínim 8 masses solars). La combustió del neó requereix altes temperatures i altes densitats (al voltant de 1,2x10⁹ K o 100 KeV i 4x10⁹ kg/m³).
A aquestes temperatures tan altes, la fotodesintegració esdevé un efecte significatiu, per tant alguns nuclis de neó es descomponen, alliberant partícules alfa:
2010Ne + γ → ¹⁶₈O + 4₂He
2010Ne + ²₄He → 24₁₂Mg + γ
De forma alternativa:
2010Ne + n → 2110Ne + γ
2010Ne +²₄He → 24₁₂Mg + n
On el neutró consumit en el primer pas es regenera en el segon.
La combustió del neó té lloc després que el procés de combustió del carboni hagi consumit tot el carboni del nucli i hagi construït un nou nucli d'oxigen/neó/magnesi. El nucli deixa de produir fusió i es contreu. Aquesta contracció incrementa la densitat i la temperatura fins al punt d'ignició de la combustió del neó.
Durant la combustió del neó, l'oxigen i el magnesi s'acumulen en el nucli mentre es consumeix el neó. Després d'uns quants anys l'estel consumeix tot el seu neó i el nucli deixa de produir energia de fusió i es contreu. Una altra vegada, la pressió gravitatòria comprimeix el nucli central, incrementant la seva densitat i temperatura fins a iniciar el procés de combustió de l'oxigen.